# 港の女
『港の女』（みなとのおんな、原題：英語: Sadie Thompson）は、1928年に製作・公開されたアメリカ合衆国の映画である。サマセット・モームの短篇小説に基づくジョン・コルトン、クレメンス・ランドルフ作の戯曲『雨』の初映画化であり、ラオール・ウォルシュが監督（出演も）、グロリア・スワンソンが製作・主演を兼ねた。
1932年にルイス・マイルストン監督、ジョーン・クロフォード主演で再映画化されている（邦題『雨』）。

## キャスト
- サディ・トンプソン：グロリア・スワンソン
- アルフレッド・デヴィッドソン：ライオネル・バリモア
- ティモシー・オハラ：ラオール・ウォルシュ

## スタッフ
- 監督/脚色：ラオール・ウォルシュ
- 製作：ラオール・ウォルシュ、グロリア・スワンソン（ノンクレジット）
- 撮影：ジョージ・バーンズ、ロバート・カール、オリヴァー・T・マーシュ
- 編集：C・ガードナー・サリヴァン
- 美術：ウィリアム・キャメロン・メンジース

## アカデミー賞ノミネーション
- 主演女優賞：グロリア・スワンソン
- 撮影賞：ジョージ・バーンズ